# 王丽 (回族)
王丽（1950年代—），女，回族，九三学社成员，济南大学体育学院综合教研室主任、教授，第八、九、十、十一届全国人大代表。

## 生平
出身于济南的武林世家，6岁开始习武。祖父王兆林、父亲王新泉皆任山东省武协副主席、山东省政协委员。叔叔王新武任中国武术协会副主席。已婚，有两个女儿。
1972年，王丽考入山东省实验中学。1975年，下乡至曲阜县。1978年考入曲阜师范学院（今曲阜师范大学）体育系。毕业后，分配到曲阜一中任教。1984年，调入曲阜师范大学体育系任教。同年，开始担任曲阜市第六、七、八、九届政协委员，济宁市第六、七届政协委员。2000年，王丽调入济南大学体育系。她先后担任曲阜市武协主席、济宁市武协副主席、山东省高校武术协会副主席、山东省少数民族体协副主席、中国体育科学学会会员。

## 备注
1. ↑  原文未提及名字[3]，应是曾任中国武术协会副主席的王新武。